# Élévation en mi bémol majeur
L'Élévation en mi bémol majeur, op. 160, est une œuvre de la compositrice Mel Bonis.

## Composition
Mel Bonis compose son Élévation en mi bémol majeur pour orgue. Le manuscrit ne porte pas de date et l'œuvre a été publiée aux éditions Carrara puis en 2011 aux éditions Armiane.

## Analyse
L'Élévation fait partie de ces œuvres qui se réfèrent explicitement à la destination para liturgique dans des célébrations religieuse. L'œuvre est de forme tripartite du type ABA'.

## Sources
- Étienne Jardin, Mel Bonis (1858-1937) : parcours d'une compositrice de la Belle Époque, 2020 (ISBN 978-2-330-13313-9 et 2-330-13313-8, OCLC 1153996478, lire en ligne)